# Eduardo Beckerman
Eduardo Horacio Bekerman “El Roña” (22 de mayo de 1955, Bernal, Provincia de Buenos Aires, 22 de agosto de 1974) militante de la Unión de Estudiantes Secundarios (UES), fue el primer estudiante del Colegio Nacional Buenos Aires (CNBA) asesinado por la Triple A, a los 19 años de edad.

## Datos
Hijo único, empezó a militar cuando era aún casi un niño en el Frente de Lucha de Secundarios. En el año 1972 se unió al peronismo.  Estudiante del CNBA (promoción 73) se hizo cargo de organizar la Unión de Estudiantes Secundarios (UES) de la Zona Sur de Capital y Gran Buenos Aires.

## Secuestro y asesinato

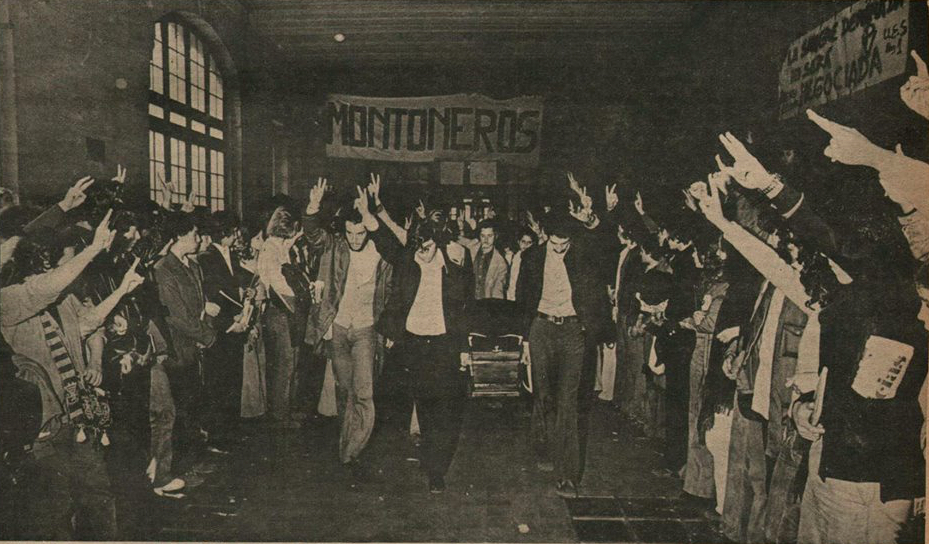
Velatorio de Eduardo Beckerman en el claustro central del Colegio Nacional de Buenos Aires

El 22 de agosto de 1974 Eduardo Beckerman, Pablo Van Lierde y Carlos Alberto Baglieto se habían reunido en un establecimiento público. Al salir, son interceptados por un grupo perteneciente a la Triple A, que los trasladó hasta un lugar despoblado cercano y los fusiló. Carlos Alberto Baglieto logró sobrevivir, pese a tener 14 impactos de bala, pues había quedado protegido por los cuerpos de sus compañeros muertos.
Raúl Aragón, el Rector del CNBA en ese momento, decidió que fuera velado en el claustro central del Colegio, ya que formalmente seguía siendo estudiante. Una etiqueta que sus compañeros pegaron en distintos lugares del Colegio y de los alrededores decía “Por el Roña, un minuto de silencio y 365 días de lucha”.
Una placa recordatoria descubierta en 1996 recuerda a los ciento ocho alumnos y exalumnos del CNBA muertos o desaparecidos durante la represión de los años 70.

### Documental
En el año 2015 se estrenó la serie documental "El futuro es nuestro", dirigida por Virna Molina y Ernesto Ardito, que trata sobre la militancia política de los estudiantes del CNBA, entre ellos Eduardo Beckerman y Claudio Slemenson.
El proceso de elaboración del documental tomó como eje temático el libro "La otra juvenilia", publicado en 2002, de los periodistas y exalumnos del CNBA Werner Pertot y Santiago Garaño.